# Patrick Scales

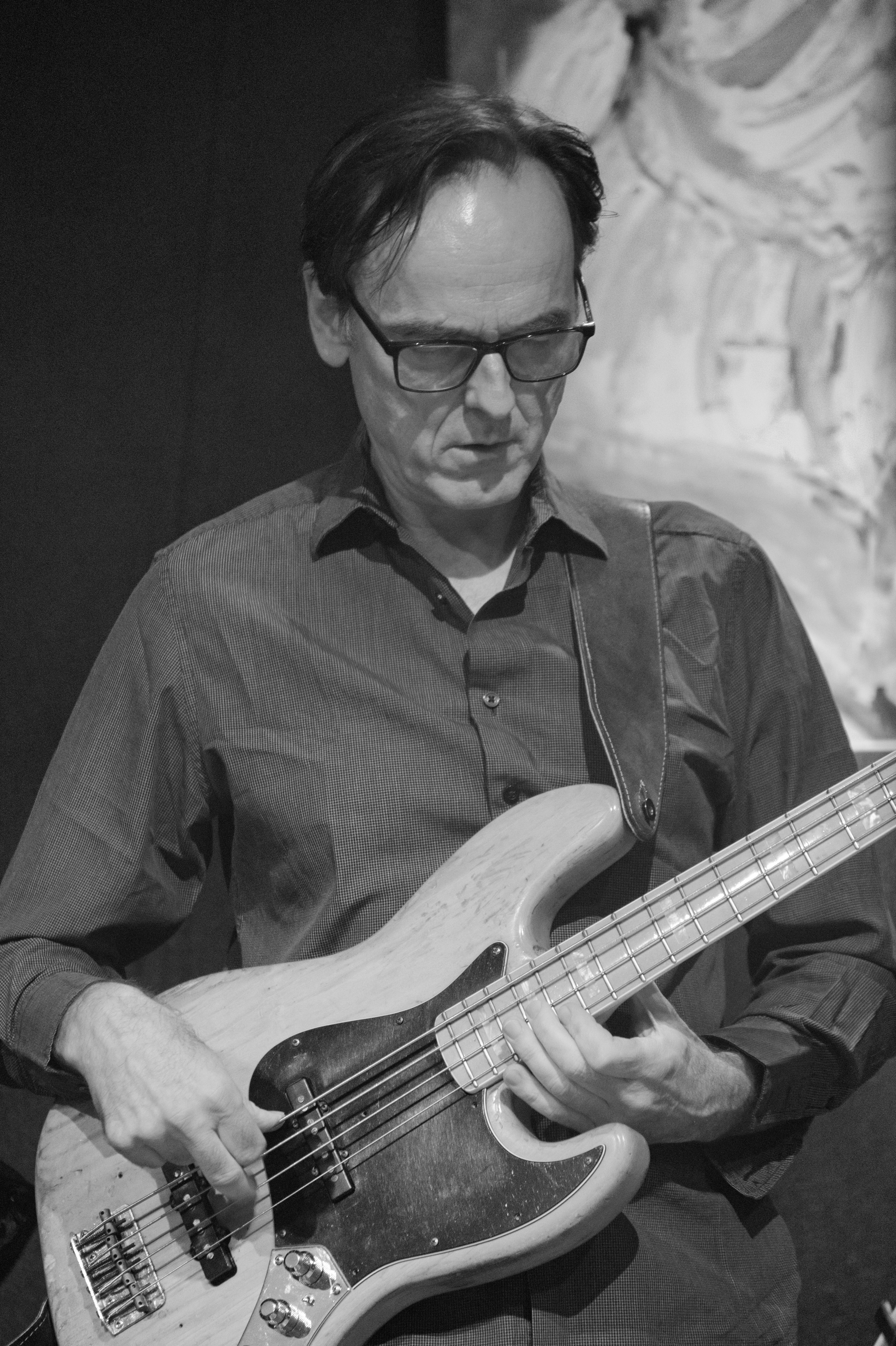
Patrick Scales auf dem INNtöne Jazzfestival 2025

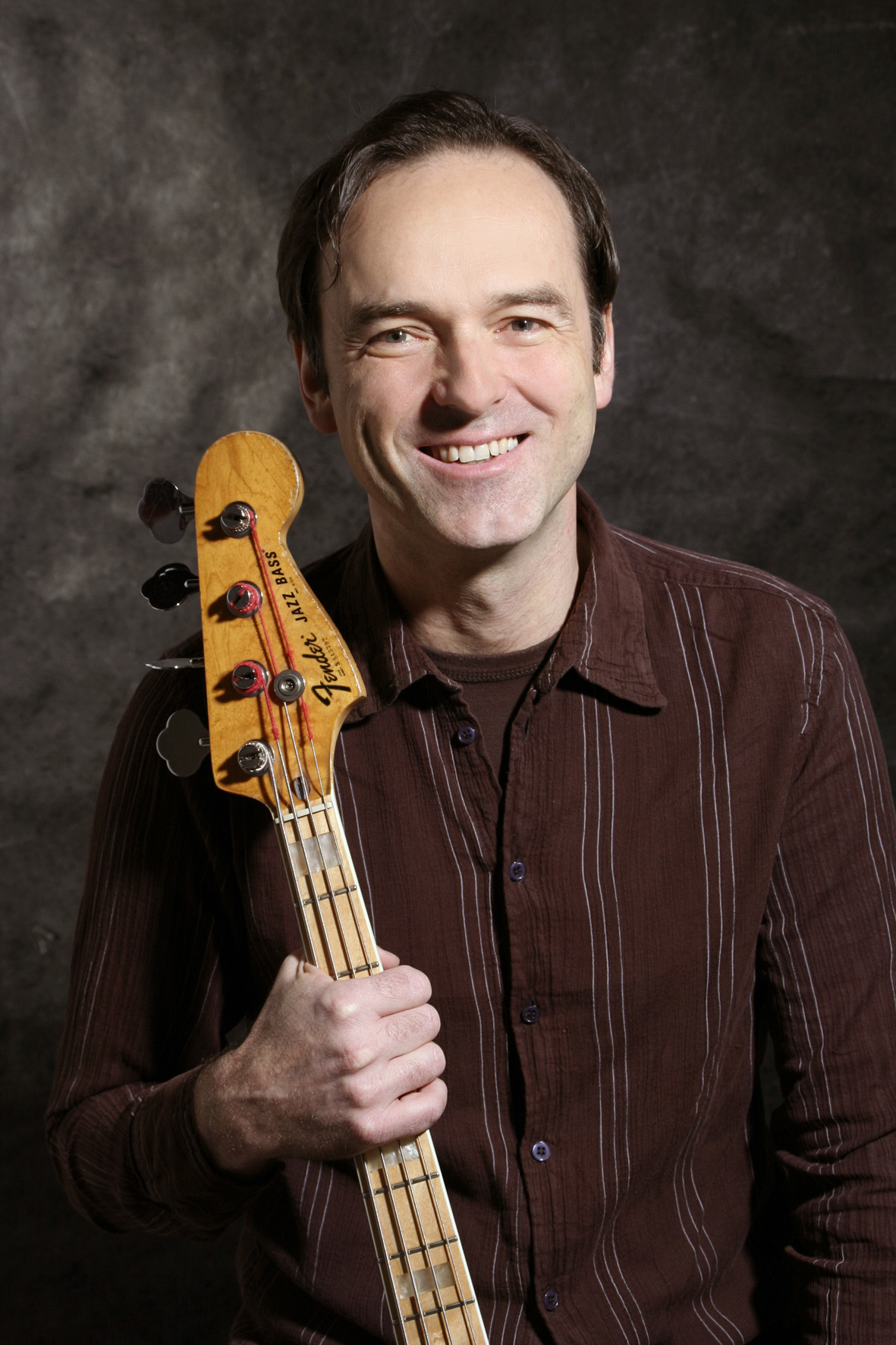
Patrick Scales (2007)

Patrick Scales (* 24. März 1965 in Garmisch-Partenkirchen) ist ein britisch-deutscher Jazzbassist und Dozent.

## Leben und Wirken
Im Alter von 12 hatte Scales Unterricht in klassischer Gitarre bei Jeffrey Ashton. Schon mit 14 spielte er regelmäßig Konzerte als Bassist in Clubs der amerikanischen Armee in Garmisch-Partenkirchen und Umgebung. Seit 1989 lebt er in München. 
Seit 1994 ist er festes Mitglied bei Klaus Doldingers Passport. Von 1996 bis 1999 war er Dozent für E-Bass an der Hochschule für Musik und Darstellende Kunst Mannheim. Zwischen 1999 und 2008 war er Lehrer für E-Bass am Richard-Strauss-Konservatorium München. Seit 2008 lehrt er an der Hochschule für Musik und Theater München.
Zusammen mit seinem Bruder Martin Scales (Gitarre) veröffentlichte er drei CDs unter eigenem Namen. Er ist Co-Autor des Lehrbuchs A Rhythmic Concept for Funk / Fusion Bass (Advance Music).
Im Wettersteingebirge führte er Erstbesteigungen diverser Routen durch.

### Musiker mit denen Scales zusammenarbeitete (Auswahl)
In seiner musikalischen Karriere arbeitete er unter anderem mit folgenden Künstlern zusammen: Pee Wee Ellis, Fred Wesley, Chuck Loeb, Don Grusin, Terri Lyne Carrington, Randy Brecker, Johnny Griffin, Benny Bailey, Bob Mintzer, Claudio Roditi, Gunnar Geisse, Roy Ayers, Peter O’Mara, Joo Kraus, Sasha, Uwe Ochsenknecht, Joy Denalane, Max Herre, Max Mutzke, Helge Schneider, Peter Horton, Adrian Mears, Christian Lettner, Falk Willis, Johannes Enders und Biboul Darouiche.

## Diskographie (Auswahl)
Unter eigenem Namen
- Scales, Grounded, Blue Note Records (2000)
- Scales Brothers, Our House, Enja (1997)
- Scalesenders, This and More, GLM (1994)

Mit anderen Künstlern
- Pee Wee Ellis The Spirit of Christmas Minor Music (2013)
- Pee Wee Ellis, Tenoration, Art Of Groove - MIG-Music (2011)
- Klaus Doldinger Passport, Inner Blue, Warner Music Group (2011)
- Klaus Doldinger Passport, Symphonic Project, Warner Music Group (2011)
- Klaus Doldinger Passport, Back To Brazil, 2 DVD - Set, Music Delight Productions GmbH (2010)
- Acentric, O'Mara, Hornek, Scales, Lettner, Marangani Records (2009)
- Klaus Doldinger Passport, On Stage, Warner Music Group (2008)
- Frank Monelli, Easy Life & Love, Sonoton (2008) featuring Joo Kraus
- YuMAG, Live im Kongress, Marangani Records (2007)
- Joo Kraus & Basic Jazz Lounge, The Ride, Edel Records (2006)
- Klaus Doldinger Passport, Passport to Morocco, WEA Records (2006)
- Enders Room, Monolith, Enja (2002), featuring Rebekka Bakken, Wolfgang Muthspiel
- Wolfgang Haffner, Urban Life, Skip (2001), featuring Roy Ayers, Nils Landgren, Chuck Loeb
- Dieter Reith, ManicOrganic, Mons Records (2001)
- Tatort, Die Songs, Warner Music Group (2000), featuring Manfred Krug, Charles Brauer
- Wolfgang Haffner, Music, Skip Records (2001), featuring Till Brönner, Phil Upchurch, Chuck Loeb
- A-Strain, A-Strain, SBF Records (1998)
- Alison Welles, Expect Me, House Master Records (1997), featuring Bob Mintzer, Dave Samuels
- Zappel Bude, Mood Records (1997)
- Pee Wee Ellis, A New Shift, Minor Music (1996), featuring Fred Wesley, Till Brönner
- Klaus Doldinger Passport, To Paradise, Warner Music Group (1996)
- Color Box, Forbidden Blue, BSC Music (1995), featuring Randy Brecker
- Peter Horton, Im Dezember des Jahrtausends (1995)
- SPLASH, Just a Party, Nu Trax (1994)
- Coisa Nostra, Nao Eu Nao Sou Brasilero, JMP Records (1993)
- Brother Virus Happy Hour , Enja (1991)